# Centro Arvo Pärt
Arvo Pärt Center (em Português: Centro Arvo Part; ou em estoniano:  Arvo Pärdi Keskus) é uma Instituição responsável por preservar o arquivo pessoal do compositor clássico Arvo Pärt; e funcionar, ao mesmo tempo, como um centro de informações sobre o compositor e suas obras. O centro está localizado na vila costeira de Laulasmaa, na paróquia de Lääne-Harju, Estônia, a cerca de 35 km (22 mi) a oeste de Tallinn. Foi fundada em 2010 pela família Pärt. Em outubro de 2018, foi aberto ao público um novo prédio da Instituição, projetado pelos arquitetos Espanhóis Fuensanta Nieto e Enrique Sobejano, do escritório de Arquitetura e Design Nieto Sobejano Arquitectos.

## History

### Sobre os primeiros anos da Instituição
A ideia de criar uma Instituição separada para o arquivo pessoal de Arvo Pärt surgiu da necessidade de garantir ao compositor acesso permanente às suas coleções e, ao mesmo tempo, preparar essas coleções para preservação a longo prazo e para pesquisa pública. O centro foi fundado por Arvo Pärt e sua família em 2010, quando o compositor voltou para a Estônia depois de morar na Alemanha desde 1981. Foi originalmente chamado de Centro Internacional Arvo Pärt (em estoniano:  Rahvusvaheline Arvo Pärdi Keskus), com 'Internacional' retirado do nome em 2014.
O Centro Arvo Pärt foi fundado na vila de Laulasmaa porque, no seu regresso à Estónia, Arvo Pärt tinha escolhido esta localização costeira como o seu local de residência permanente. Em 2009, foi comprado um edifício residencial para hospedar o arquivo e servir de futura localização do Centro. A casa foi posteriormente nomeada de Aliina após a primeira peça de Arvo Pärt emtintinnabuli-technique, F9R Alina (1976). Durante os primeiros oito anos, as principais tarefas do centro foram a organização do arquivo, a criação de metadados e um sistema de recuperação de informação digital. Devido às fases preparatórias dos trabalhos e à falta geral de espaço, o Centro esteve, na sua maior parte, fechado ao público até ao final de 2018.

### Nova localização
Foi divulgado, em 2013, a criação de um concurso internacional de arquitetura, a ser realizado em duas etapas. Objetivou-se a criação de salas de concertos adequadas e locais para pesquisa, bem como programas educacionais, para concretizar a ideia de um Centro como um ponto de encontro para os amantes da música.
Ao todo, 71 projetos de 24 países foram recebidos. O escritório espanhol de Arquitetura e Design Nieto Sobejano Arquitectos (liderado por Fuensanta Nieto e Enrique Sobejano) foi declarado vencedor do concurso em 20 de junho de 2014 pelo presidente da Estônia, Toomas Hendrik Ilves.
Os preparativos para a construção do novo prédio começaram em março de 2017. O custo das obras, financiadas pelo governo da Estônia, foi de 6,7 milhões de euros. A obra foi realizada pela construtora Ehitustrust. A pré-inauguração aconteceu em 19 de junho de 2017, em uma cerimônia de caráter festiva com a presença, entre outros, de Arvo Pärt, do primeiro-ministro Jüri Ratas e do ministro da Cultura Indrek Saar. A construção só foi concluída em meados de 2018.
A cerimonia de inauguração foi realizada no dia 13 de outubro de 2018, na forma de três concertos, apenas com pessoas convidadas. Os convidados foram recebidos por Arvo Pärt, Presidente do Conselho Michael Pärt, Diretor Geral Anu Kivilo, e pelos arquitetos Fuensanta Nieto e Enrique Sobejano. Os principais convidados que falaram no evento foram o Presidente da Estônia Kersti Kaljulaid, o Vice-Presidente da Comissão Europeia Andrus Ansip e o Ministro da Cultura Indrek Saar. A nova obra de Arvo Pärt, And I Heard a Voice... teve sua estreia na Estônia. Algumas partes da cerimônia de inauguração foram transmitidas ao vivo pelos canais públicos de transmissão Eesti Television e Klassikaraadio. O primeiro concerto público no Centro aconteceu no dia seguinte, 14 de outubro de 2018, com a violinista americana Anne Akiko Meyers, acompanhada ao piano por Akira Eguchi.

### Visitação
O Arvo Pärt Center abriu suas portas ao público em 17 de outubro de 2018. O objetivo é que o Centro esteja disponível a qualquer pessoa interessada na música e no mundo das ideias de Arvo Pärt.
O Arvo Pärt Center oferece visitas guiadas apresentando a vida e obra de Arvo Pärt. Existe também programas educacionais disponíveis para crianças e adultos. Além disso, o Centro organiza palestras e seminários sobre vários tópicos relacionados à música e a visão de mundo de Arvo Pärt. Várias atividades de pesquisa e conferências são organizadas em colaboração com outras instituições de pesquisa e ensino superior.
Em 2020, O centro fechou as portas ao público em resposta à pandemia de COVID-19. Em abril de 2020, após receber um prêmio da Fundação BBVA, Pärt concedeu uma entrevista ao jornal espanhol ABC sobre a crise do coronavírus. Ele foi citado como tendo dito que ninguém sabe como sairemos disso, mas sentimos que nada será igual ("Nadie sabe cómo saldremos de esto, pero todos sentimos que nada permanecerá como estaba"). O centro reabriu em maio de 2020.

## Responsabilidade social

### Arquivo, biblioteca e centro de informações
Nas atividades principais do Centro Arvo Pärt, estão o arquivo pessoal e a biblioteca pessoal do compositor. A maioria dos materiais do arquivo são documentos originais da família do compositor – documentos manuscritos relacionados ao seu trabalho criativo e que datam da década de 1970. Muitos documentos anteriores, anos 1950 a 1970, estão atualmente localizados em outras Instituições de Memória da Estônia ou em locais privados, mas o Centro Arvo Pärt possui cópias em papel ou digitais da maioria desses arquivos. Os itens mais valiosos do arquivo são as partituras manuscritas de Arvo Pärt, esboços, esquemas e diários musicais. Os pesquisadores podem ver as listas do conteúdo do arquivo no site do Centro, porém os materiais digitais são acessíveis apenas no local.
A biblioteca contém mais de 2.000 livros da coleção pessoal de Arvo Pärt e sua esposa Nora. O acervo pessoal do compositor tem duas finalidades – música e teologia. A maioria dos livros da coleção é sobre Teologia e espiritualidade ortodoxa, que tem sido uma importante fonte de inspiração para Arvo Pärt. A biblioteca também coleciona e armazena CDs com a música de Arvo Pärt, partituras impressas de suas obras e livros sobre sua vida na música.
Com base nas coleções pessoais do Centro e em estreita colaboração com o compositor e sua família, o local também funciona como um centro internacional de informações sobre Arvo Pärt, disponibilizando as informações mais confiáveis e atualizadas sobre sua vida e obra.
A primeira conferência de pesquisa organizada em cooperação com o Centro Arvo Pärt e a Academia de Música e Teatro da Estônia foi planejada para o aniversário de 85 anos de Arvo Pärt, no outono de 2020. Devido à pandemia de Covid-19 foi adiada por um ano. A conferência ocorreu de 15 a 16 de outubro de 2021, sob o título Arvo Pärt - Texts and Contexts, com apresentações de vários estudiosos das obras de Pärt, internacionalmente conhecidos, como Peter J. Schmelz, Kevin Karnes, Jeffers Engelhardt, Toomas Siitan, etc.

### Música e filmes
A nova localização do Centro Arvo Pärt abriga também uma sala de concertos com 150 lugares, ideal para concertos de chamber music. O Centro organiza os seus próprios concertos, bem como oferece espaços de atuação para músicos que não são convidados pelo Centro. O foco do programa de concertos é apresentar músicos da Estônia e do exterior que tiveram uma estreita colaboração com Arvo Pärt ao longo dos anos. Nas duas primeiras temporadas, houve concertos da violinista Anne Akiko Meyers, do contratenor David James do Hilliard Ensemble, do Coro de Câmara Filarmônica da Estônia, da Orquestra de Câmara de Tallinn, do conjunto de música antiga Hortus Musicus, do conjunto vocal Vox Clamantis e de muitos outros.
Todo mês de agosto, desde 2011, o Centro Arvo Pärt organiza noites de cinema com uma seleção de filmes com a música de Arvo Pärt. A atividade foi realizada em colaboração com o cinema Sõprus em Tallinn, no entanto, após a inauguração do novo edifício em 2018, algumas exibições também foram organizadas nas instalações do Centro.

### Publicações
Desde 2014, o Centro Arvo Pärt vem publicando vários livros, a maioria deles sobre a vida e a música de Arvo Pärt, bem como uma edição de suas canções para crianças:
- 2014 – In Principio: The Word in Arvo Pärt's Music. ISBN 9789949380534.[24]
- 2015 – Lapsepõlve lood. Songs from Childhood. (CD and sheet music). ISBN 9790540022778 Erro de parâmetro em {{ISBN}}: id do grupo inválido.[25]
- 2017 – Leopold Brauneiss. Arvo Pärdi tintinnabuli-stiil: arhetüübid ja geomeetria. ISBN 9789949816057ISBN 9789949816057.[26]
- 2018 – Joonas Sildre. Kahe heli vahel: graafiline romaan Arvo Pärdist. ISBN 9789949887057ISBN 9789949887057.[27] (German translation published by Voland & Quist in 2021 as Zwischen zwei Tönen: aus dem Leben des Arvo Pärt: eine graphic Novel)
- 2020 – Fr Raphael Noica. Vestlused kloostris. ISBN 9789949747016ISBN 9789949747016.[28]
- 2021 – Peter Bouteneff. Arvo Pärt: vaikusest sündinud. ISBN 9789949747023ISBN 9789949747023 (English original Arvo Pärt: Out of Silence).[29]

## Arquitetura
O Centro Arvo Pärt também é conhecido por seu prédio moderno, finalizado em 2018. Os próprios arquitetos descreveram seu projeto como "buscando um equilíbrio entre a intimidade das composições do artista Estoniano e a beleza serena da paisagem" (searching a balance between the intimacy of the Estonian artist’s compositions and the serene beauty of the landscape).
O projeto corresponde ao cenário natural de uma floresta de pinheiros com uma estrutura mais baixa que a copa das árvores, além de uma torre de observação. A torre helicoidal oferece uma vista do Mar Báltico. O prédio faz uso de várias estruturas e formas geométricas (principalmente pentagonais), e em grande parte devido às sinuosas paredes curvas, forma uma continuidade sem um começo ou fim claro. O uso extensivo de paredes de vidro reúne o interior com painéis de carvalho e o exterior dominado pela floresta. O centro tem um outro elemento arquitetônico incomum além da torre; uma pequena capela ortodoxa em um dos pátios.

### Indicações e prêmios
- Construction Project of the Year 2018 (by the Estonian Association of Architectural and Consulting Engineering Companies and the Estonian Association of Civil Engineers)[32]
- Shortlisted for the Mies van der Rohe Award 2019[33]
- Architecture Endowment 2019 (by the Cultural Endowment of Estonia)[34]
- Nominated to the 2019 Annual Award of the Estonian Association of Architects[34]
- Nominated to the 2019 Annual Award of the Estonian Association of Interior Architects[34]